# James R. Arnold

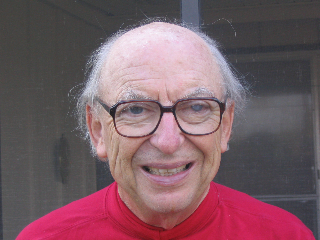
James R. Arnold

James Richard Arnold, genannt Jim Arnold, (* 5. Mai 1923 in Metuchen, New Jersey; † 6. Januar 2012 in La Jolla) war ein US-amerikanischer Chemiker. Er war Hochschullehrer an der University of California, San Diego (Harold C. Urey Professor of Chemistry) und befasste sich mit Kosmochemie.
Arnold studierte an der Princeton University, arbeitete im Zweiten Weltkrieg am Manhattan-Projekt und wurde 1946 in Princeton promoviert, mit einer Dissertation aus dem Manhattan Project, die der Geheimhaltung unterliegt. Bald darauf wurde er aber zu einem Kritiker von Atombombentests und war Mitglied der Union of Concerned Scientists. Als Postdoktorand war er bei Willard Libby in Chicago und befasste sich dort mit der von Libby entwickelten Radiokarbonmethode, die er auf archäologische Funde bekannten Alters zum Beispiel aus Ägypten anwandte. Ab 1955 wieder in Princeton befasste er sich mit der Datierung von Gestein von der Erde und aus Meteoriten über deren Exposition für Kosmische Strahlung. Dazu analysierte er zum Beispiel die Beryllium-Isotope. Damit begann seine Beschäftigung mit Kosmochemie. 1958 war er einer der Gründungs-Professoren der University of California, San Diego, wo er von Roger Revelle rekrutiert wurde und die Chemie-Fakultät aufbaute. Er war seit deren Gründung 1959 Berater der NASA und wirkte insbesondere mit bei der Gewinnung und Auswertung der Mondproben der Apollo-Mondlandemission. Dort war er einer der vier leitenden Berater (Four Horsemen genannt) neben Gerald Joseph Wasserburg, Paul Werner Gast, Bob Walker. Er untersuchte selbst den Einfluss kosmischer Strahlung auf Mondgestein mit Rückschlüssen auf die Aktivität der Sonne in der Vergangenheit. 1979 gründete er das California Space Institute und war zehn Jahre dessen Direktor. Ab 1983 war er Harold Urey Professor an der UCSD und 1993 wurde er emeritiert.
Der Asteroid 2143 Jimarnold wurde 1980 nach ihm benannt durch Eleanor Helin und Eugene Shoemaker.
1959 wurde er Sloan Research Fellow. Er war Mitglied der National Academy of Sciences, der American Academy of Arts and Sciences und der Indian National Science Academy. 1970 erhielt er die Exceptional Science Achievement Medal der NASA, und er erhielt den Ernest-Orlando-Lawrence-Preis. 1976 erhielt er die Leonard Medal der Meteoritic Society. Die jährliche Jim Arnold Lecture der UCSD (Gastvorlesung über Chemie oder Weltraumwissenschaft) ist nach ihm benannt.
Er heiratete 1952 Louise Arnold, mit der er drei Söhne hatte.